# هدون
longitudeهدونlatitudeهدون
هدون (به انگلیسی: Hedon) یک شهرک در بریتانیا است که در انگلستان واقع شده‌است.

## خصوصیات
هدون ۷٬۱۰۰ نفر جمعیت دارد.